# Cambrai HC
Le Cambrai Hockey Club, abrégé Cambrai HC est un club français de hockey sur gazon basé à Cambrai. Les équipes féminine et masculine du club évoluent parmi l'élite nationale, le Championnat de France Elite de hockey français.
L'équipe féminine détient le plus grand nombre de titres nationaux gazon et salle et de participations aux Coupes d'Europe. 
L'équipe masculine évolue en Nationale 1 de hockey sur gazon.

## Palmarès
Femmes : :
- Coupe d’Europe féminine groupe B en salle : (1) 2004 (à Wettingen)
- Champion de France féminin de hockey sur gazon "Elite" : (7) 1999, 2000, 2003, 2005, 2009, 2023, 2024.
- Champion de France féminin de hockey en salle "Elite" : (17) 1999, 2000, 2001, 2002, 2003, 2004, 2005, 2006, 2007, 2008, 2009, 2011, 2012, 2013, 2014, 2022, 2023.

Hommes :
- Champion de France masculin de hockey en salle "Elite" : (3) 1976, 2008, 2015
- Champion de France masculin de hockey sur gazon "Nationale 1" : 2010
- Coupe de France masculin : (2, dont seconde en 2008)
- 2e du Challenge I européen en salle en 2009 (organisé à Cambrai)

## Installations
Le Cambrai Hockey Club bénéficie d'installations modernes avec notamment le stade Jean-Luc Delloye dont les nouveaux vestiaires ont été inaugurés le 8 mars 2015.
Le Cambrai Hockey Club est, grâce à ce nouvel équipement, capable d'accueillir les plus grands évènements du hockey. Tant sur le plan national qu'international.

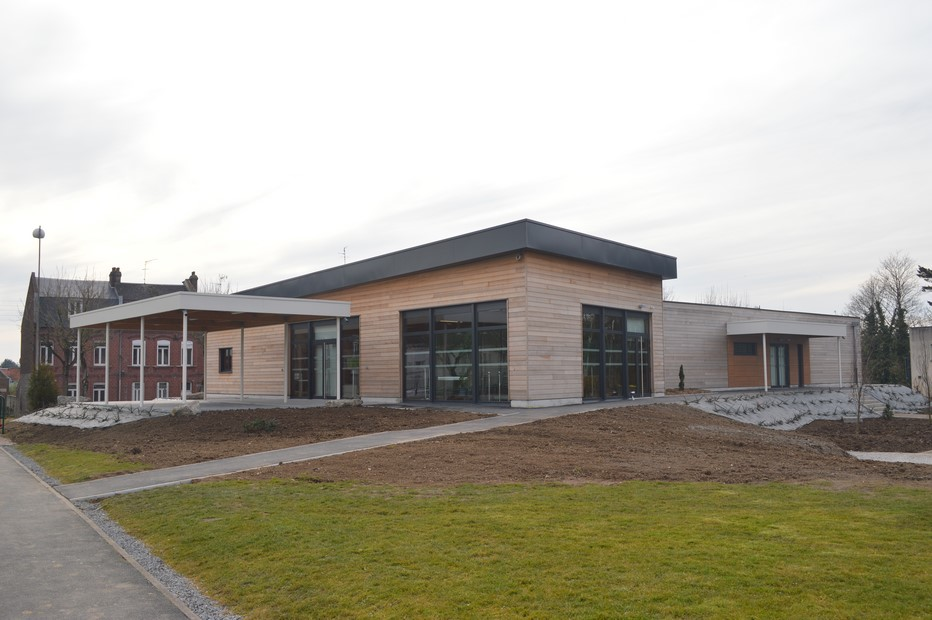
Le club house du Cambrai Hockey Club

## Joueurs notables
- Peggy Bergère,
- Émilie Bègue